# Vladimir Rolović
Vladimir Rolović, črnogorski general in veleposlanik, * 21. maj 1916, † 15. april 1971.

## Življenjepis
Rolović, absolvent beograjske Pravne fakultete, je leta 1936 vstopil v KPJ in leta 1941 se je pridružil NOVJ. Med vojno je bil politični komisar več enot, nazadnje 38. divizije.
Po vojni je delal v Udbi, bil minister v vladi Črne gore, pomočnik državnega sekretarja za zunanje zadeve in veleposlanik na Norveškem, Japonski in Švedski. Le-tu je bil ubit s strani ustaških teroristov, ki so vdrli v zgradbo veleposlaništva.